# Червы
Это статья о карточной игре. О карточной масти см. Черви (масть).
Червы — популярная карточная игра для четырёх игроков, главной задачей в которой является набрать наименьшее количество очков. Каждая игра состоит из нескольких раундов, и количество очков, полученных игроком в раунде, определяется количеством черв во взятках, собранных данным игроком. Для игры используется обычная колода из 52 карт.

## Правила
Игра состоит из раундов. В каждом раунде игрокам раздаётся поровну вся колода, затем происходит обмен картами между игроками по следующей схеме:
- В первом раунде происходит обмен картами по часовой стрелке.
- Во втором раунде происходит обмен против часовой стрелки.
- В третьем раунде происходит обмен между игроками напротив.
- В четвёртом раунде обмена вообще не происходит.
- Далее схема повторяется.

Первый ход делает игрок, у которого есть двойка треф, и ею он должен пойти; далее ход передается по часовой стрелке (то есть игроку слева) до тех пор, пока все четверо не выложат по одной карте на стол.
Игрок, положивший карту наивысшего достоинства, забирает взятку и начинает следующий ход (то есть кладет первую карту).
Примечание: картой наивысшего достоинства считается карта той масти, с которой был начат ход (основной масти) и которая превышает по достоинству другие карты той же масти.
Игрок обязан положить карту основной масти при наступлении его очереди.
Если такой карты нет, он может положить любую карту (за исключением первого хода, когда нельзя выкладывать червонные карты или даму пик).
Нельзя начинать ход с червей, если карта этой масти не была выложена во взятку ранее в раунде, то есть пока черви не «раскрыты» («разбиты»).
За каждую червонную карту во взятке игрок, взявший её, получает 1 очко; за даму пик — 13 очков.
В некоторых вариантах игры валет бубен дает 11 очков. В компьютерной версии "Червей" этот вариант не используется.
Игрок, собравший все очковые карты за раунд, не получает очков, а остальные 3 игрока получают по 26 очков каждый. Такая ситуация называется «прокрутить динамо» или «выстрел по луне» («shooting the moon»).
Если игрок собрал все взятки, то он не получает очков, а все остальные игроки получают по 52 очка каждый. Это называется «Выстрел по солнцу» («shooting the sun»). Несмотря на вызывающий вид, на деле происходит крайне редко (примерно один раз на 400-500 партий).
Игра продолжается либо до того, как один из игроков наберет условленное число очков (обычно 100), и победителем считается обладатель наименьшей суммы, либо играется условленное в начале игры количество партий (обычно кратное четырем); условием для победы здесь также является наименьшая сумма очков.

## «Червы» как компьютерная игра
Компания Майкрософт поставляет электронную игру «Червы» в комплекте ОС Windows.

## Интересные факты
- В произведении Стивена Кинга «Сердца в Атлантиде» (вторая повесть) сюжет в значительной мере построен на зависимости главного героя и его сокурсников от этой игры. По замечанию одного из героев, «Вист — это бридж для дураков, а «черви» — это бридж для круглых дураков».
- Также в червы можно играть втроём, в этом случае из колоды отбрасывается двойка бубен. Можно играть и вдвоём; для этого используется колода в 36 карт.
  - Существуют также варианты игры впятером (выбрасываются двойки бубен и пик) и вшестером (выбрасываются все двойки, крове червонной, а также тройка бубен, первый ход определяет тройка треф).